# PLATO (Computersystem)

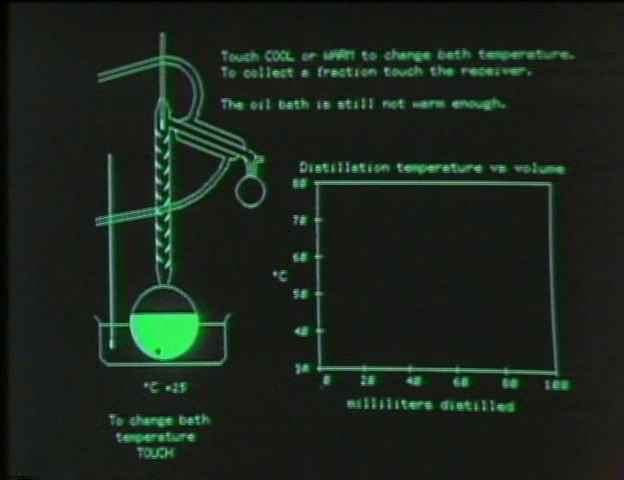
PLATO in Betrieb – fraktionierte Destillationssimulation

PLATO (Programmed Logic for Automated Teaching Operation) war eines der ersten computerunterstützten Lehr- bzw. Lernsysteme.
In den frühen 1960er Jahren wurde das Projekt an der Universität von Illinois gestartet und über Jahrzehnte weiterentwickelt und ausgebaut. Das Ziel bestand darin, Studierende unabhängig voneinander und gleichzeitig mit verschiedenen Lehr- und Lernstoffen zu unterrichten.
Im Grunde war PLATO eine Lernplattform, die ihren Nutzern im Laufe der Zeit immer mehr Funktionen zur Verfügung stellte. Zu Beginn verfügte das PLATO-System lediglich über ein Terminal. In den späten 1970er Jahren umfasste PLATO bereits mehrere tausend Grafikterminals, die weltweit verteilt auf fast einem Dutzend verschiedener vernetzter Großrechner liefen. Viele moderne Konzepte des heutigen Multi-User-Computing wurden auf PLATO entwickelt und realisiert, darunter Foren, Message Boards, Onlinetests, E-Mail, Chaträume, Bildsprachen, Instant Messaging, Remote-Screen-Sharing und Multiplayer-Spiele.

## Geschichtlicher Hintergrund
Im Jahr 1944 wurde von der damaligen US-Regierung der G. I. Bill of Rights (eigentlich Servicemen’s Readjustment Act) erlassen, um den im Zweiten Weltkrieg dienenden US-amerikanischen Soldaten die Wiedereingliederung in das Berufsleben zu vereinfachen. Die Regelung erlaubte nun auch Kriegsteilnehmern aus Bevölkerungsschichten, die bisher kaum Zugang zu universitärer Bildung gehabt hatten bzw. aus ethnischen Minderheiten stammten, ein Studium. Vor der Einführung dieses Gesetzes war eine Hochschulbildung nur einer Minderheit der US-Bevölkerung vorbehalten.
Nachdem diese Regelung Gültigkeit erlangte, verdreifachten einige Universitäten ihre Studentenzahlen und der Trend zu Mehreinschreibungen stieg weiter an. Um das dadurch bedingte Problem erhöhter Unterrichtsteilnehmerzahlen zu lösen, begannen die Universitätsverwaltungen immer mehr auf computergestützte Automatisierung von Unterrichtseinheiten zu drängen. Die Überlegung war, wenn eine computergestützte Automatisierung etwaige Fabriksproduktionen erhöhen kann, müsse diese ebenso den akademischen Unterricht erleichtern können und eine Entlastung bringen.
1958 fand an der Universität von Pennsylvania unter der Leitung der Office of Scientific Research and Development (OSRD) eine Konferenz zum Thema „Computerunterricht“ statt, an welcher vor allem von der International Business Machines Corporation (IBM) Studien dazu präsentiert wurden.

## Die Geburtsstunde
Mitte 1959 versuchten Chalmers Sherwin, Physiker an der Universität von Illinois, William Everett Potter, Ingenieur und Generalmajor des US Army Corps of Engineers, der Physiker Daniel Alpert und weitere Ingenieure, Mathematiker und Psychologen die grafische Umsetzung (berührungsempfindliche Systeme und Grafikschirme) eines computergestützten Lernsystems zu verwirklichen. Trotz intensiver Bemühungen konnte keine Einigung bzw. Lösung des grafischen Problems erzielt werden.
Um das Sterben des Projektes noch vor der tatsächlichen Verwirklichung zu unterbinden, berichtete Alpert dem damaligen Laboranten im Fach Elektrotechnik, Donald L. Bitzer, von der Idee. Dieser hatte sich bereits seit einiger Zeit mit dem Projekt befasst und teilte Alpert mit, dass er im Stande sei, eine Demonstrationsanlage zu bauen.
Bitzer, der als Vater des Großrechnersystems PLATO angesehen wird, erkannte, dass einer der kritischen Punkte bei der Umsetzung computerbasierter Bildung die grafische Voraussetzung bzw. das grafische Element (Bildschirmsystem und Bedienung) war. Zu jener Zeit waren zehn Zeichen pro Sekunde bei herkömmlichen Fernschreibern die Norm.
1960 konnte bereits das erste PLATO-System „PLATO I“ auf einem lokalen Computer betrieben werden. Es umfasste einen Bildschirm für die Anzeige und eine spezielle Tastatur für die Navigation.

## Weiterentwicklung
PLATO I, II und III finanzierten sich fast selbständig, da durch den erfolgreichen Betrieb des Systems sämtliche Beteiligte von der Weiterführung und Entwicklung überzeugt waren. Dementsprechend gewährte 1967 die National Science Foundation dem PLATO-Team stetige Finanzierung.

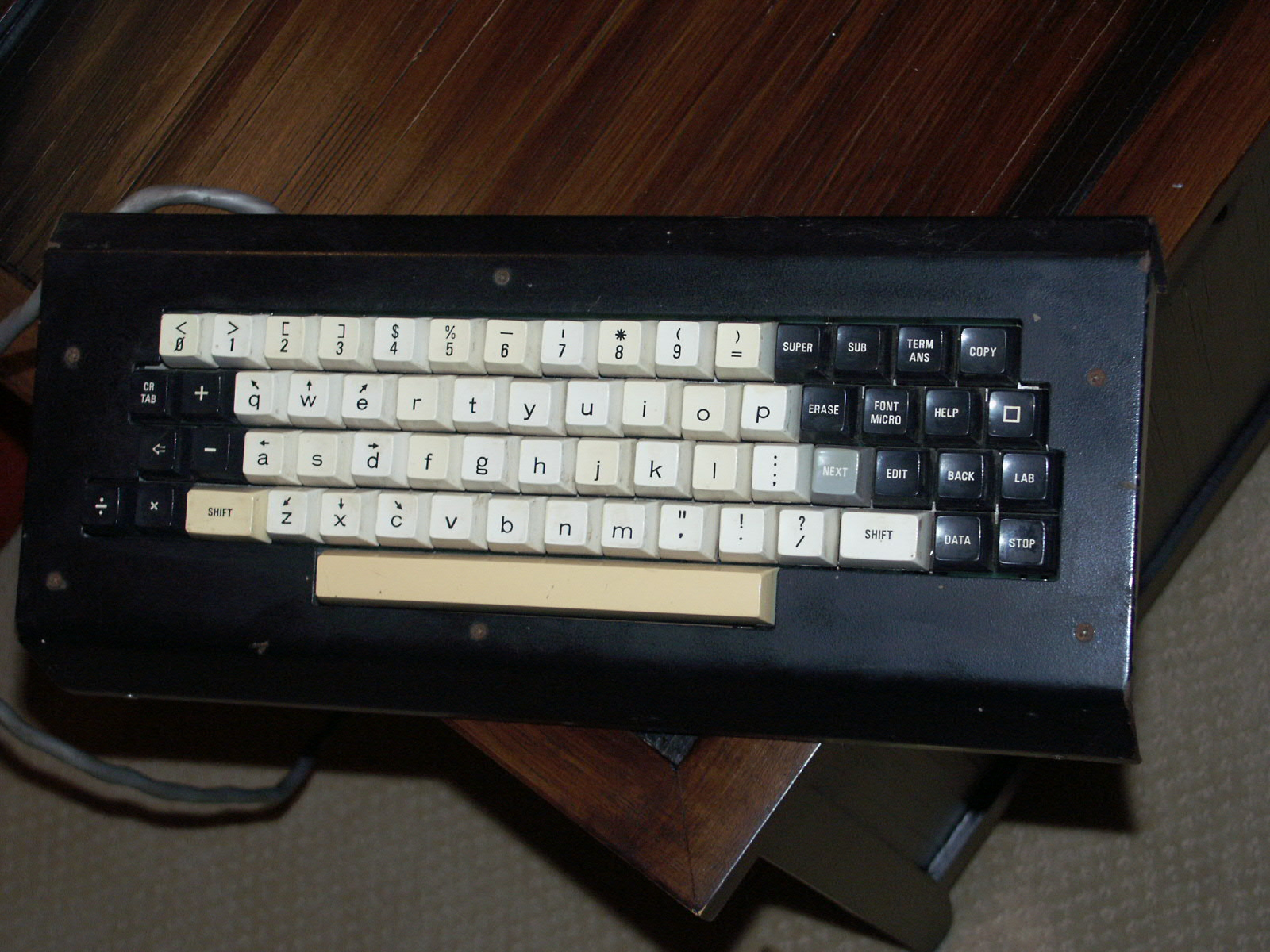
Tastatur PLATO IV Terminal 1976

Im Jahr 1972 war ein neues System namens „PLATO IV“ betriebsbereit. Das neuartige PLATO-IV-Terminal war eine große Innovation. Es umfasste das von Bitzer erfundene, orange Plasmadisplay, in welches Speicher- und Bitmapgrafiken eingearbeitet waren. Das Plasmadisplay enthielt die Fähigkeit schneller Vektorlinien und lief bei 1260 Baud (Symbolrate), Rendering 60 Zeilen oder 180 Zeichen pro Sekunde. Benutzer konnten ihre eigenen Charaktere anlegen.
Druckluft versorgte einen kolbengetriebenen Mikroform-Bild-Selektor, der farbige Bilder auf die Rückseite des Bildschirms projizierte. Die PLATO-IV-Anzeige enthielt auch ein 16 × 16 Gitter Infrarot-Touchpanel, um den Schülern die Beantwortung der Fragen überall auf dem Bildschirm zu ermöglichen.

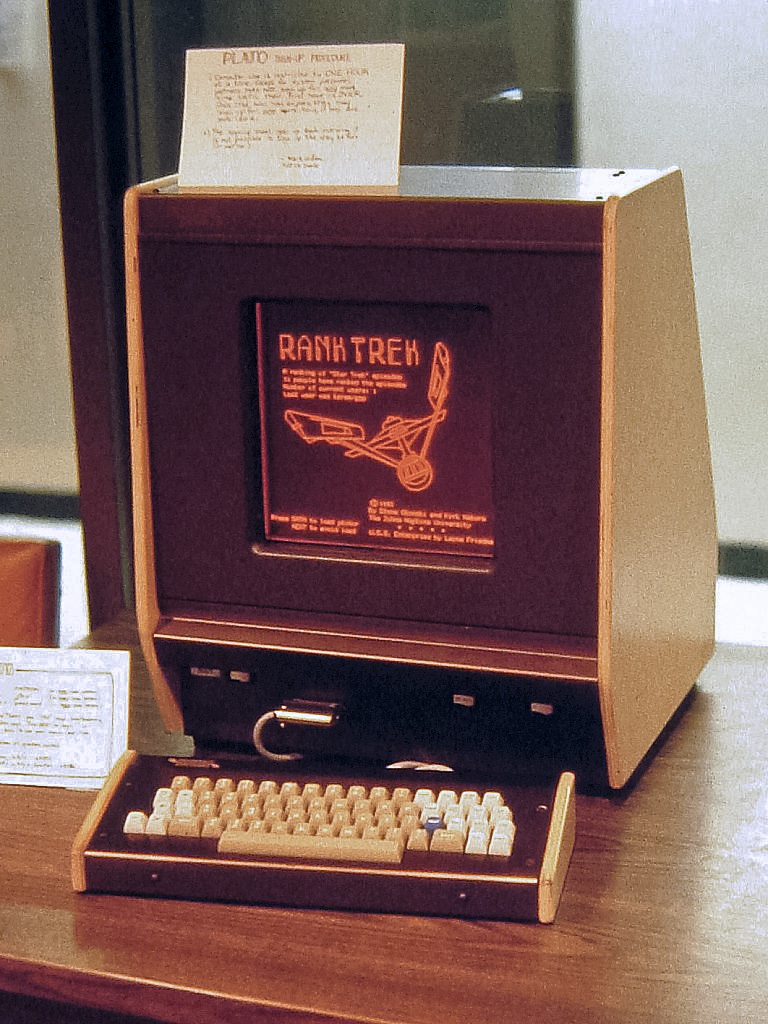
Das PLATO-V-Terminal 1981

Es bestand auch die Möglichkeit, das „PLATO-IV“-Terminal mit Peripheriegeräten zu verbinden. Als ein solches Peripheriegerät diente der Gooch Synthetic Synthesizer (nach dem Erfinder Gooch Sherwin benannt), ein Synthesizer, der Audio von PLATO-Kursunterlagen zur Verfügung stellte. Dieser wurde später von der Weiterentwicklung, dem Gooch Kybernetic Synthesizer, der komplexere Geräusche wiedergeben konnte, abgelöst. Es handelte sich dabei um eines der ersten Multimedia-Systeme. In weiterer Folge wurde eine PLATO-kompatible Musiksprache für diesen Synthesizer entwickelt sowie ein Compiler für die Sprache, zwei Musik-Text-Editoren, ein Ablagesystem für Musik-Binärdateien und Programme, um die Musik-Binärdateien in Echtzeit abzuspielen.
Mit dem Aufkommen der Mikroprozessortechnik wurden neue PLATO-Terminals entwickelt, die billiger und flexibler als die bisherigen PLATO-IV-Terminals waren. Die Intel 8080 Mikroprozessoren in diesen Terminals waren in der Lage Programme lokal auszuführen.
Bis 1975 diente das PLATO-System an fast 150 Standorten, darunter bereits eine Reihe von Gymnasien, Hochschulen, Fachhochschulen und Universitäten und militärische Einrichtungen. PLATO IV bot Text, Grafik und Animation als Komponenten von Unterrichtsinhalten an und beinhaltete bereits ein Shared-Memory-Konstrukt, um Daten zwischen verschiedenen Benutzern senden zu können. Dieses Konstrukt wurde sowohl für Chat-ähnliche Programme sowie den ersten Multi-User-Flugsimulator verwendet.

## PLATO und die CDC
1957 gründete William Charles Norris die Control Data Corporation (CDC), aus der unter anderem der Supercomputer-Hersteller Cray Research hervorging. Norris, der das Potenzial von PLATO IV rasch erkannte, gab sich zunehmend daran interessiert. Sein Interesse war zweideutig. Einerseits sah dieser die geschäftliche Entwicklung der CDC in Richtung Dienstleistungsgesellschaft anstelle eines einfachen Hardwareherstellers und andererseits war er davon überzeugt, dass computerbasierte Ausbildung einen großen zukünftigen Markt darstellen würde.
Ebenso war Norris über die sozialen Unruhen der späten 1960er verärgert und hatte erkannt, dass PLATO eine Lösung bot, Hochschulbildung auch Teilen der Bevölkerung zugänglich zu machen, die sonst nie in der Lage gewesen wären, sich eine derartige Bildung leisten zu können. 1971 richtete er innerhalb der CDC eine neue Abteilung ein, um für PLATO Kursunterlagen zu entwickeln. Schließlich lief eine Vielzahl der internen CDC-eigenen Ausbildung über das PLATO-System. Im Jahr 1974 wurde der Hauptsitz der CDC mit PLATO zur Gänze ausgestattet und 1976 erwarb CDC die kommerziellen Rechte an PLATO.
CDC gab an, dass bis 1985 50 % der Einnahmen des Unternehmens aus PLATO-Dienstleistungen stammen würden und ging sogar so weit, PLATO-Terminals in Niederlassungen eigener Gesellschafter zu platzieren, um das Konzept des Systems zu demonstrieren. Das Konzept eines EDV-Lehrersystems, dass einem Lehrer gleichzusetzen ist, hätte ein großer Erfolg sein können, allerdings berechnete die CDC $ 50 pro Stunde für den Zugang zum eigenen Datencenter, um einen Teil der Entwicklungskosten wieder hereinzuholen, so dass diese Art des Unterrichts wesentlich teurer war als der herkömmliche Unterricht. PLATO war also im eigentlichen Sinne ein Fehler, obwohl sich einige große Unternehmen und Regierungsbehörden bereit erklärten, in diese Technik zu investieren.

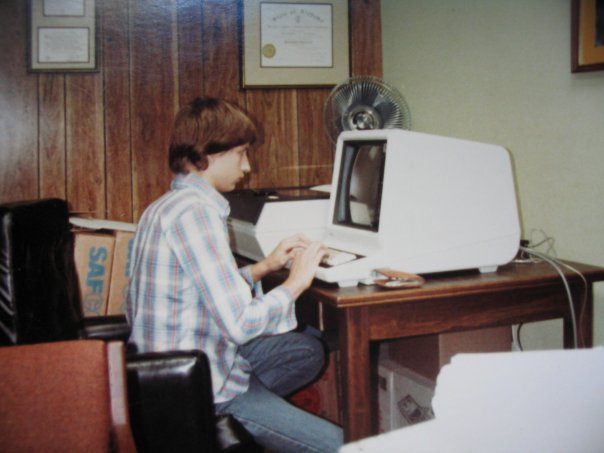
CDC Plato Netzwerk Terminal 1979–1980

 Ein Versuch, das PLATO-System auf dem Massenmarkt zu etablieren, wurde 1980 als Micro-PLATO, auf der Basis eines TUTOR-Systems, das auf einem CDC „Viking-721“ und diversen Heimcomputern lief, eingeführt. Verschiedenen Versionen für Texas Instruments TI-99/4A, Atari 8-Bit-Familie, Zenith Z-100 und später Radio Shack TRS-80 und IBM Personal Computer wurden entwickelt. Micro-PLATO konnte eigenständig für einzelne Kurse verwendet werden oder direkt mit dem CDC-Datencenter für Mehrbenutzerprogramme verbunden werden. Um letztere Version erschwinglich zu machen, stellte die CDC ein eigenes Homelinkservice für $ 5 pro Stunde zur Verfügung.
Norris tat alles, um PLATO gesellschaftsfähig zu machen und kündigte an, dass es nur ein paar Jahre dauern würde, bis PLATO die größte Einnahmequelle der CDC darstellen würde. Im Jahr 1986 trat Norris als geschäftsführendes Vorstandsmitglied (CEO) zurück und der PLATO-Service wurde langsam eingestellt. Er behauptete später, dass die Einführung von Micro-PLATO einer der Gründe war, warum das PLATO-Projekt kein Erfolg wurde.
Bitzer hingegen sah den Misserfolg der CDC realistischer und sah die Schuld bei diesem, an der internen Unternehmenskultur. Er stellte fest, dass zu hohe Preise und hohe Kosten das PLATO-System unattraktiv gemacht hatten.

## Internationale Nutzung
Während der vorangetriebenen Vermarktung durch die CDC wurde das System international eingesetzt. Südafrika war einer der großen Nutzer von PLATO in den frühen 1980er Jahren. Die PLATO-Systeme wurden vom dortigen Stromversorgungsunternehmen Eskom für Verwaltung und Datenverarbeitungsaufgaben zur Stromerzeugung und -verteilung verwendet.
Ein weiterer großer Nutzer von PLATO war die University of the Western Cape sowie weitere Bildungseinrichtungen in Südafrika, unter ihnen das Madadeni College in den Madadeni Township außerhalb von Newcastle.
Die südafrikanische Tochtergesellschaft der CDC investierte stark in die Entwicklung von Sekundarschullehrplänen, basierend auf PLATO. Als sich jedoch diese Entwicklung der Endphase näherte, begann sich die CDC Tochtergesellschaft aufgrund finanzieller Probleme aufzulösen. Teilweise wegen der wachsenden Opposition der Vereinigten Staaten gegen die Geschäftstätigkeit in Südafrika und teilweise aufgrund der rasanten Entwicklung von Mikrocomputern, eine Entwicklung die die CDC nicht rechtzeitig erkannte.

## Onlinekommunikation
Obwohl PLATO für eine computerbasierte Ausbildung konzipiert wurde, war dessen dauerhaftes Erbe die Online-Community, welche durch seine Kommunikationsfunktionen hervorgebracht wurde. PLATO Notes, das im Jahr 1973 von David R. Woolley geschaffen wurde, war unter den weltweit ersten Online-Message-Boards und wurde Jahre später der direkte Vorläufer von Lotus Notes.
Bis 1976 brachte PLATO eine Vielzahl neuer Tools für Onlinekommunikation, einschließlich Personal Notes (E-Mail), Talkomatic (Chatrooms), Laufzeit-Talk (Instant Messaging), Monitor-Modus (Remote-Bildschirm-Sharing) und Emoticons hervor.

## Späte Bemühungen und andere Versionen
Einer der größten kommerziellen Erfolge der CDC mit PLATO war ein Onlinetestsystem für die National Association of Securities Dealers (heute die Financial Industry Regulatory Authority), eine privatwirtschaftliche Aufsichtsbehörde in den USA, die hauptsächlich für die Beaufsichtigung von Personen, die in der Wertpapierbranche involviert sind, verantwortlich ist.
Mit dem Aufkommen eines allgegenwärtigen, globalen Netzwerks von Testzentren und IT-Zertifizierungsprogrammen, unter anderem finanziert von Novell und Microsoft, explodierte das Onlinetest-Geschäft. Pearson VUE wurde von den PLATO Veteranen Clarke E. Porter, Nordberg und Steve Kirk Lundeen im Jahr 1994 gegründet, um die globale Testinfrastruktur weiter auszubauen. VUE verbesserte das Geschäftsmodell, indem sich VUE als eines der ersten Handelsunternehmen das Internet zu Nutze machte und Self-Service-Testanmeldungen zum Verkauf anbot. Die Computer-basierte Testindustrie wuchs weiter. Heute stellen professionelle Lizenzierungen und Bildungstestverkäufe wichtige Geschäftsfelder dar.
Schließlich verkaufte 1989 die CDC Rechte an einzelnen PLATO-Marken und -Marketingsegmenten an die neu gebildete Roach Organization (TRO). Im Jahr 2000 änderte die TRO ihren Namen auf PLATO Learning. Ende 2012 brachte PLATO Learning seine Online-Learning-Lösungen unter dem Namen Edmentum auf den Markt. Die CDC arbeitete weiter an der Entwicklung des Grundsystems unter dem Namen Cybis, um ihre bestehenden Geschäfts- und Regierungskunden weiter betreuen zu können. Auch Cybis wurde in weiterer Folge an University Online verkauft. University Online wurde später auf VCampus umbenannt.
Die Universität von Illinois beteiligte sich ebenso weiter an der Entwicklung von PLATO und schließlich erfolgte die Einrichtung eines kommerziellen Onlinedienstes namens NovaNET. NovaNET wurde schlussendlich von National Computer Systems (NCS) gekauft. Nach mehreren Namensänderungen ist das System jetzt unter Pearson-Digital-Learning bekannt.

## Wiederauferstehung durch Cyber1
Im August 2004 wurde eine Version von PLATO, die der endgültigen Version von CDC Online entspricht, veröffentlicht. Diese Version von PLATO läuft auf einer Open-Source-Software-Emulation der Originalhardware, genannt CDC Cyber-Desktop. Innerhalb von nur sechs Monaten und der folgenden Mundpropaganda wurde diese Emulation von mehr als 500 ehemaligen Nutzern genutzt. Viele der Schüler, die PLATO in den 1970er und 1980er Jahren verwendet hatten, empfanden eine besondere soziale Bindung mit der damaligen Gemeinschaft durch die Verwendung des leistungsstarken Kommunikationstools.
Die auf Cyber1 verwendete PLATO-Software ist die endgültige Version des Cybis, mit Genehmigung von VCampus. Das zugrunde liegende Betriebssystem ist NOS 2.8.7, der Rest des CDC-Mainframe-Geschäftes. Cyber1 bietet einen kostenlosen Zugriff auf das System, das über 16.000 der ursprünglichen Kursunterlagen enthält. Die durchschnittliche Belastung des auferstandenen Systems entspricht derzeit ca. 10–15 Benutzern, die persönliche Notizen senden und gemeinsam Onlinegames wie Avatar und Empire (ein Star-Trek-ähnliches Spiel) spielen.